# The Queers
Квирси (енгл. The Queers) су америчка панк рок група основана 1981. у Портсмауту у Њу Хемпширу. Њен оснивач и фронтмен зове се Џо Кинг, уметничког имена Џо Квир. После две године група се распала, али Џо је поново саставио групу 1990. и тада су почели озбиљно да се баве музиком. Те исте године су издали први званични албум, Grow Up. Свој други албум, под именом Love Songs for the Retarded, објављују 1993. и тада креће успон њихове популарности и ван Њу Хемпшира.

## Музика и најчешће теме песама
Музика Квирса је под великим утицајем Рамонса, што се види из већине њихових ранијих песама. Чак су и објавили албум под именом Rocket to Russia на коме су се налазиле њихове обраде песама ове групе. Њихов музички правац најчешће зову "поп панк“. Честа тема њихових песама су девојке, мада се један добар део песама односи на критиковање па чак и жестоко псовање како девојака, тако и других, углавном супарничких бендова (чести термини су „you are bitch/cretin/asshole“, „I hate you“, „fuck you“) и слично. Такође, теме песама су и забављање, али и дроге. Група сарађује са Беном Визелом, фронтменом групе Скричинг Визел који понекад пише текстове за Квирсе.

## Чланови
Од свог настанка до данас Квирси су променили много чланова и једини је Џо Квир (вокал, гитара) све време био члан групе. Садашњи састав групе, поред њега, укључују и Дејнџерос Дејв (гитаре), Бен Вермин(бас) и Мет Драстик (бубњеви).
Неки од важнијих бивших чланова групе:
- Тулу (бас/бубњеви) (1982-1984)
- Вимпи (бубњеви/вокал) (1982-1984)
- Ден Вепид (гитаре/вокал) (1994)
- Дени Пеник (бубњеви) (1994)
- Лурч Нобади (бубњеви/бокал) (2000-2001)
- Дејв „Салсамен“ Тревино (бубњеви) (2003-2006)
- Филип Хил (бас/вокал) (2002-2006)
- Дасти Вотсон (бубњеви/вокал) (2004)

## Дискографија
- (ЛП) (1982)
- (ЛП) (1984)
- (1990)
- (1993)
- - (1994, реиздат 2007)
- (албум посвећен Рамонсима) (1994)
- (ЛП) (1994)
- (1995, реиздат 2007)
- (компилација старих снимака) (1996)
- (ЛП) (1996)
- (1996)
- (ЛП) (1998)
- (1998)
- (компилација) (1999)
- (2000)
- (уживо) (2001)
- (ЛП) (2001)
- (2002)
- (компилација) (1994)
- (уживо) (2006)
- (2007)
- (2010)